# Virginia-klassen
Virginia-klassen (eller SSN-774 klassen) er en klasse af angrebsubåde bygget til US Navy. Klassen er designet til et bredt spektrum af operationer, både kystnært samt på åbent hav. Designet til at være et billigere alternativ til Seawolf-klassen, der var designet under den kolde krig. De skal løbende erstatte den efterhånden aldrende Los Angeles-klasse.

## Innovation
Til Virginia-klassen er der udviklet en ny innovativ teknologi. I stedet for periskoper har ubådene fået installeret master der er placeret uden på trykskroget med højopløsningskameraer med lysforstærkning, infrarøde sensorer, laserafstandsmåler samt en ESM-mast. Data fra mastens sensorer er transmitteret igennem fiberoptiske kabler til kampinformationscentret. Klassen gør også brug af pump-jet fremdrivning for at formindske den i forvejen sparsomme støj.

## Konstruktion og kontroverser
Virginia-klassen var introduceret som et billigere alternativ til Seawolf-klassen, 1,65 milliarder dollar mod 2 milliarder dollars for Seawolf-klassen, der kun blev produceret i både. For yderligere at skære prisen er adskillelige komponenter anskaffet som hyldevarer, her tænkes især på computerdele samt netværkskomponenter.
Til både diverse Senatsudvalg samt i Repræsentanternes Hus, forklarede kongressens tænketank samt ekspertvidner at de nuværende anskaffelsesplaner betyder at der anskaffes 1 ubåd om året indtil 2012, hvorefter dette øges til 2 om året, har resulteret i væsentligt øgede produktionsomkostninger (2,3 milliarder dollars) samt at (i følge nogle af ekspertvidnerne) der vil være et utilstrækkeligt antal angrebsubåde til rådighed. Den 10. marts 2005 erklærede kongressens tænketank desuden til forsvarsudvalget at så længe det nuværende anskaffelsesprogram fortsætter, vil økonomien i projektet fortsat være dårlig eller om muligt forværres.
Klassen er bygget via et arrangement designet således at værfterne Electric Boat Corporation samt Newport News Shipbuilding and Drydock Company (de eneste værfter i USA, i stand til at bygge atomdrevne skibe) får ordrer og dermed kan forblive i branchen. I følge det nuværende arrangement bygger Newport News værftet agterneden, beboelsesområderne, torpedorummet, tårnet samt boven. Samtidigt bygger Electric Boat maskinrummet samt kontrolrummet. De to værfter skiftes mellem at bygge reaktorer, samle de forskellige komponenter, udrustning samt endelig aflevering til US Navy.
Kongressens tænketank konkluderede i 2004 at: "Sammenlignet med en strategi der kun involverer ét værft, virker strategien med to værfter dyrere, men tilbyder dog flere fordele. Fordelene tænketanken mener at kunne se, er at det vil tillade USA at fortsætte konstruktionen af ubåde til trods for at det ene værft ikke skulle være i stand til at bygge ubåde permanent eller midlertidigt på grund af en katastrofe af den ene eller anden grund.
For at kunne få prisen på hver ubåd ned under 2 milliarder dollars har US Navy startet et program der skal reducere udgifterne med cirka 300 millioner dollars. Efter pres fra kongressen, begyndte US Navy at købe to ubåde om året allerede fra 2011. Dog betyder det at målet om at reducere omkostningerne med 300 millioner dollars ikke kunne nåes. Dog sagde anskaffelsesprogrammets leder Dave Johnson, på en konference den 19. marts 2008 at de nu kun var 30 millioner dollars fra at nå målet på 2 milliarder dollars, og at man ville nå målet inden tidsgrænsen.
I december 2008, underskrev US Navy en kontrakt med en værdi på 14 milliarder dollars med General Dynamics samt Northrop Grumman (ejerne af de to værfter), om anskaffelsen otte ubåde. Værfterne vil levere en ubåd i årene 2009 samt 2010, og to ubåde i årene 2011, 2012 og 2013. Denne kontrakt vil bringe antallet af ubåde af virginia-klassen op til 18 enheder.
Den 21. juni 2008, navngav flåden USS New Hampshire (SSN-778), den første Block II ubåd. Denne båd blev leveret otte måneder foran tidsplanen, og desuden 54 millioner under budgettet. Disse både var bygget i fire sektioner, i forhold til Block I bådene som var bygget i ti sektioner. Denne reduktion giver en besparelse på omkring 300 millioner dollars, og dermed rammer Virginia-klassen en pris på 2 milliarder dollars på ubåd. Fra 2010 vil Block III begynde konstruktionen, deres udstyr vil inkludere et softwaresystem der kan overvåge og reducere ubådenes elektromagnetiske signatur når det er nødvendigt. Desuden vil den strukturelle udformning af VLS-missilsystemet blive ændret samtidig med en større ændring af sonarsystemet.

## Undervandsbåde i klassen
| Pennant | Navn              | Kølen lagt        | Søsat              | Indgået           | Navngivet af       | Skæbne             | Kaldesignal |
| ------- | ----------------- | ----------------- | ------------------ | ----------------- | ------------------ | ------------------ | ----------- |
| SSN-774 | Virginia          | 2. september 2000 | 16. august 2003    | 23. oktober 2004  | Lynda Johnson Robb | I tjeneste         | NVIR        |
| SSN-775 | Texas             | 12. juli 2002     | 9. april 2005      | 9. september 2006 | Laura Bush         | I tjeneste         | NDLM        |
| SSN-776 | Hawaii            | 27. august 2004   | 17. juni 2006      | 5. maj 2007       | Linda Lingle       | I tjeneste         | NDLV        |
| SSN-777 | North Carolina    | 22. maj 2004      | 21. april 2007     | 3. maj 2008       | Linda Bowman       | I tjeneste         | NDKD        |
| SSN-778 | New Hampshire     | 30. april 2007    | 21. februar 2008   | 25. oktober 2008  | Cheryl McGuinness  | I tjeneste         | NNHP        |
| SSN-779 | New Mexico        | 14. august 2003   | 12. april 2008     | 18. januar 2009   | Cindy Giambastiani | I tjeneste         |             |
| SSN-780 | Missouri          | 14. august 2003   | 27. september 2008 | 31. juli 2010     | Rebecca W. Gates   | I tjeneste         |             |
| SSN-781 | California        | 1. maj 2009       | 14. november 2010  | 29. oktober 2011  | Donna Willard      | I tjeneste         |             |
| SSN-782 | Mississippi       | 9. juni 2010      | 13. oktober 2011   | 2. juni 2012      | Allison Stiller    | I tjeneste         |             |
| SSN-783 | Minnesota         | 20. maj 2011      | -                  | 7. september 2013 | Ellen Roughead     | I tjeneste         |             |
| SSN-784 | North Dakota      | 11. maj 2012      | 15. september 2013 | 25. oktober 2014  | Katie Fowler       | I tjeneste         |             |
| SSN-785 | John Warner       | 16. marts 2009    | 10. september 2014 | 1. august 2015    | Jeanne Warner      | I tjeneste         |             |
| SSN-786 | Illinois          | 2. juni 2014      |                    |                   | Michelle Obama     | Under konstruktion |             |
| SSN-787 | Washington        | 2. september 2011 |                    |                   |                    | Under konstruktion |             |
| SSN-788 | Colorado          | 7. marts 2015     |                    |                   |                    | Under konstruktion |             |
| SSN-789 | Indiana           |                   |                    |                   |                    | Bestilt            |             |
| SSN-790 | South Dakota      |                   |                    |                   |                    | Bestilt            |             |
| SSN-791 | Delaware          |                   |                    |                   |                    | Bestilt            |             |
| SSN-792 | Vermont           |                   |                    |                   |                    | Bestilt            |             |
| SSN-793 | Oregon            |                   |                    |                   |                    | Bestilt            |             |
| SSN-794 | -                 |                   |                    |                   |                    | Bestilt            |             |
| SSN-795 | Hyman G. Rickover |                   |                    |                   |                    | Bestilt            |             |
| SSN-796 | New Jersey        |                   |                    |                   |                    | Bestilt            |             |

## Eksterne links
- ACP 113 (AG) Arkiveret 20. november 2008 hos  Wayback Machine
- FAS Military Analysis Network. Federation of American Scientists: Photonics Mast (PMP) Systemet (engelsk) Arkiveret 27. marts 2009 hos  Wayback Machine
- Statement of The Honorable Duncan Hunter, Chairman, Subcommittee on Military Procurement, Submarine Force Structure and Modernization (engelsk) Arkiveret 16. marts 2009 hos  Wayback Machine
- Federation of American Scientists: SSN-774 Virginia-class NSSN New Attack Submarine (engelsk)
- Federation of American Scientists: Navy Attack Submarine Force-Level Goal and Procurement Rate: Background and Issues for Congress (engelsk) Arkiveret 27. marts 2009 hos  Wayback Machine
- Globalsecurity: Virginia-klassen (engelsk)
- US Navy: Factfile (engelsk) Arkiveret 3. juli 2007 hos  Wayback Machine
- Military.com: Navy takes Delivery of New Submarine (engelsk)
- Navy Secretary Names Three New Virginia Class Attack Submarines (engelsk)
- Virginia Block III: The Revised Bow (engelsk)